# Oplodontha rufula
Oplodontha rufula är en tvåvingeart som först beskrevs av Lindner 1952.  Oplodontha rufula ingår i släktet Oplodontha och familjen vapenflugor. Inga underarter finns listade i Catalogue of Life.